# Château de la Beaume (Alleyras)
Le château de la Beaume est un château situé en France sur la commune d'Alleyras, dans la région Auvergne-Rhône-Alpes.

## Localisation
Le château est situé dans le département français de la Haute-Loire, sur la commune d'Alleyras, dans l'ancienne région administrative d'Auvergne.

## Historique
Le château a subi une reconstruction aux XVIIe et XVIIIe siècles, adoptant un style médiéval rustique, avec l'encadrement sculpté de la porte d'entrée comme élément décoratif principal. À l'intérieur, on trouve un ensemble de décors datant des XVIIe siècle, XVIIIe siècle et XIXe siècle, typiques des résidences nobles du Velay, comprenant des enduits, des boiseries et des plafonds peints.

## Valorisation du patrimoine
Il est possible de visiter une partie du château, incluant les espaces extérieurs, le rez-de-chaussée avec sa cuisine et son potager, ainsi que la chapelle avec sa charpente et ses fresques.

## Protection
Le château est inscrit au titre des monuments historiques par arrêté du 18 novembre 2002.